# Nowhere (película de 1997)
Nowhere es una película de drama estadounidense de 1997, dirigida y escrita por Gregg Araki. Está protagonizada por James Duval como Dark y Rachel True como Mel, una pareja de adolescentes bisexual y muy promiscua.
Este film pertenece a la “Trilogía del apocalipsis adolescente” de Araki. Las otras películas en orden son: Totally Fucked Up, The Doom Generation y siendo Nowhere la tercera y la última. 
Como de costumbre, Gregg Araki siempre agrega un sinfín de famosos de los pasados 40 años haciendo inesperados cameos a lo largo de sus películas. Shannen Doherty, Charlotte Rae, Debi Mazar, Jordan Ladd, Christina Applegate, Beverly D'Angelo, Eve Plumb, Christopher Knight, Traci Lords, Rose McGowan y John Ritter fueron parte de este film.

## Argumento
Dark Smith, de 18 años, lucha con la vida diaria, fluctuando entre el estado romántico con su novia bisexual, Mel, y los contradictorios sentimientos que tiene por su compañero de clase Montgomery. El día comienza normalmente con Dark reuniéndose con sus amigos: Dingbat, Montgomery, Mel y su amante lesbiana Lucifer, para desayunar en su café local favorito, “The Hole”.
Varias personas mencionan la fiesta de Jujyfruit y un juego que trata de jugar a las escondidas estando drogados.
En “The Hole”, Egg (amiga de Alyssa y Dingbat, todas bulímicas) va al baño a vomitar y se encuentra con un chico famoso de quien todas están enamoradas. Ambos se gustan y éste se la lleva a su departamento, donde la golpea brutalmente. En el mismo momento, está Bart con su novio Cowboy reclamándole que tiene que dejar la droga o si no terminará con él.
Egg y Bart, por separado, van a sus hogares, perturbados por sus respectivas situaciones. Ambos ven un programa de televisión y se suicidan para así llegar al paraíso, tema que estaban hablando en el programa.
Mel le habla a Dark sobre su deseo de mantener la relación sin exclusividad diciendo: «Yo creo que los seres humanos están hechos para el sexo y el amor y que deberíamos aprovechar tanto de la gente como sea posible, antes de que seamos viejos y feos y nadie quiera tocarnos». Sin embargo, Dark no está satisfecho con eso.
Más tarde todos van al juego de las escondidas previo a la fiesta, toman las drogas y le toca contar a Dark, entonces aparece uno de los extraterrestres que frecuentemente ve Dark y abduce a Montgomery. Todos piensan que Montgomery se fue y, ya que no lo encuentran, se van a la fiesta. 
Ya en la fiesta, Ducky se entera de la muerte de su hermana Egg y trata de suicidarse arrojándose a la piscina, pero Dingbat y Dark lo salvan. Más tarde Elvis (novio de Alyssa) golpea brutalmente a Handjob (el vendedor de droga de Bart) por venderle droga en mal estado. Alyssa y Dark tratan de separarlos, en vano ya que logra matarlo y todo queda cubierto de sangre.
Dark, volviendo a su casa, ve por su ventana a Montgomery y lo deja entrar. Ambos hablan de su mutua atracción y Montgomery le pregunta si puede quedarse a dormir. Dark accede pero le hace prometer a Montgomery que nunca lo dejaría. Luego de un rato Montgomery comienza a convulsionar y Dark trata de calmarlo, pero éste explota dejando un baño de sangre y un extraterrestre en forma de cucaracha. «Me largo de aquí» le dice la extraña criatura a Dark y se va.
La película finaliza con Dark bañado en sangre y mirando a la cámara mientras los créditos aparecen.

## Reparto

### Personajes principales
- James Duval como Dark Smith. Él siempre trae una cámara consigo para poder documentar a los extraterrestres que su personaje frecuentemente ve. Tiene como novia a Mel, pero de igual manera siente una fuerte atracción sexual con su compañero Montgomery.
- Rachel True como Mel. Novia de Dark. Es bisexual y tiene una amante, la cual es Lucifer.
- Nathan Bexton como Montgomery. Compañero de Dark. Siente gran atracción por Dark. Es abducido por los ovnis
- Kathleen Robertson como Lucifer. Amante de Mel. Es lesbiana y suele ser bastante molesta con todos.

### Personajes secundarios
- Sarah Lassez como Egg/Polly. Es hermana de Ducky y bulímica. Es golpeada brutalmente por una celebridad y, debido a esto, se suicida.
- Jordan Ladd como Alyssa. Hermana gemela de Shad y novia de Elvis. Es bulímica.
- Christina Applegate como Dingbat. Enamorada de Ducky. Es bulímica.
- Scott Caan como Ducky. Hermano de Egg. Trata de suicidarse al saber la muerte de su hermana.
- Ryan Phillippe como Shad. Hermano gemelo de Alyssa. Es nihilista y tiene de novia a Lilith (Heather Graham).
- Guillermo Díaz como Cowboy. Mejor amigo de Dark y tiene como novio a Bart. Tiene una banda.
- Jeremy Jordan como Bart. Es adicto a las drogas, las cuales compra a Handjob. Tiene una banda con su novio Cowboy.
- Alan Boyce como Handjob. Vendedor de drogas. Es asesinado por Elvis por venderle drogas en mal estado.
- Thyme Lewis como Elvis. Novio de Alyssa. Es sadomasoquista y mata a Handjob.
- Joshua Mayweather como Zero. Hermano menor de Mel. Tiene novia, Zoe (Mena Suvari).

## Nominaciones

### Sitges Film Festival
| Año  | Categoría      | Receptor    | Resultado |
| ---- | -------------- | ----------- | --------- |
| 1997 | Mejor película | Gregg Araki | Nominado  |